# Kleiner Silberberg

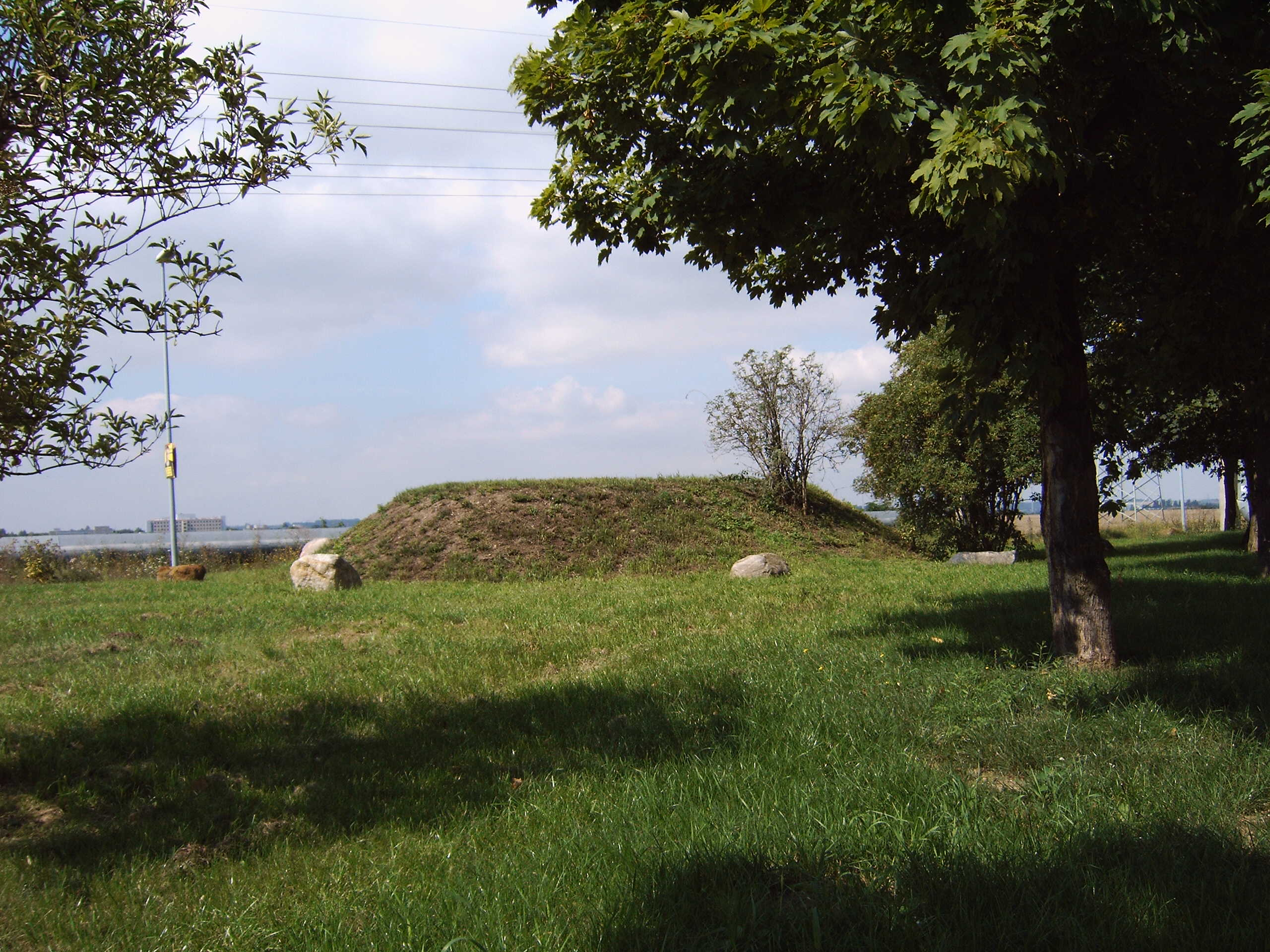
Der Grabhügel mit Resten der Grabanlage

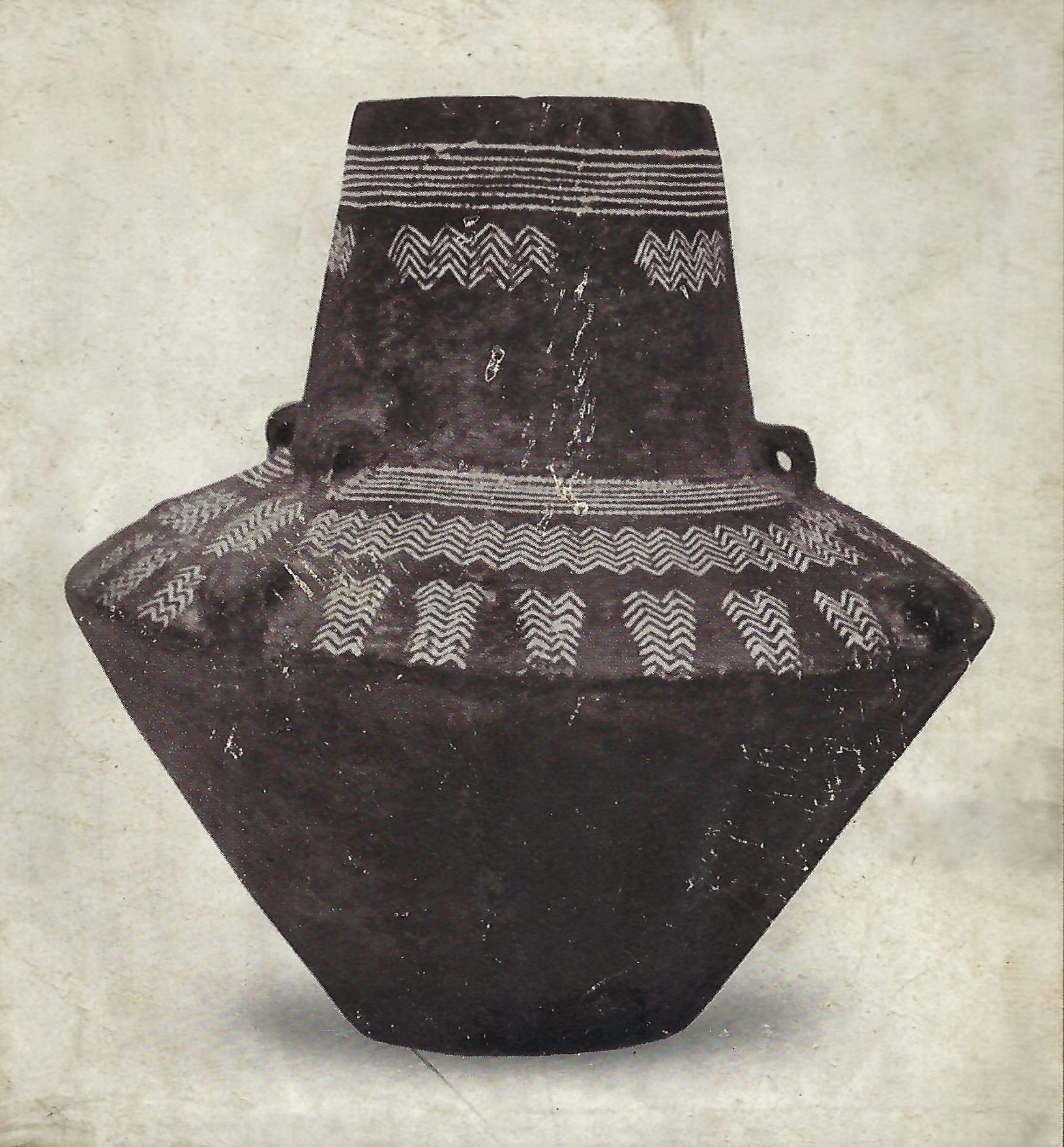
Amphore aus dem Kleinen Silberberg, Aufnahme aus den 1930er Jahren

Der Kleine Silberberg ist eine Erhebung mit einer Höhe von 59 m auf dem Gebiet der Stadt Magdeburg. Er barg ein steinzeitliches Großsteingrab.

## Großsteingrab
Im Jahre 1831 erfolgte durch Professor Friedrich Wiggert, den späteren Direktor des Magdeburger Domgymnasiums, eine Freilegung der Grabanlage. Der Grabungsbericht ist jedoch verloren gegangen. Es wurden jedoch mehrere keramische Gefäße der sogenannten Walternienburger Kultur gefunden. Schönstes Stück war eine mit einem Tiefstichmuster versehene Amphore. Die Fundstücke wurden auf die mittlere Jungsteinzeit zwischen 2500 und 2100 v. Chr. datiert.
In der Anlage befanden sich auch drei unverzierte Gefäße aus der frühen Bronzezeit zwischen 1800 und 1500 v. Chr. Laut einem Bericht aus dem Jahr 1925 lagen die Gefäße neben einem menschlichen Skelett, welches sich neben zwei Steinreihen befand.
Im Jahr 1928 wurde eine zweitägige Nachgrabung durchgeführt, die jedoch keine Grabanlage mehr feststellen konnte. Es wird vermutet, dass, wie es häufig der Fall war, die Steine der Grabanlage als Baumaterial entnommen worden waren.
Die 1831 geborgenen Fundstücke gingen zum Teil in den Wirren des Endes des Zweiten Weltkriegs verloren.

## Heutige Situation
Heute befindet sich fast direkt auf dem Kleinen Silberberg die ausgebaute Kreuzung Olvenstedter Graseweg/Holzweg. Der Hügel ist namengebend für die nahe gelegene Straße Am Kleinen Silberberg. Etwas weiter nördlich befindet sich der Große Silberberg.